# Ojibwa (Wisconsin)
Ojibwa es un pueblo ubicado en el condado de Sawyer en el estado estadounidense de Wisconsin. En el Censo de 2010 tenía una población de 249 habitantes y una densidad poblacional de 1,87 personas por km².

## Geografía
Ojibwa se encuentra ubicado en las coordenadas 45°50′43″N 91°6′30″O / 45.84528, -91.10833. Según la Oficina del Censo de los Estados Unidos, Ojibwa tiene una superficie total de 133.17 km², de la cual 131.85 km² corresponden a tierra firme y (0.99%) 1.32 km² es agua.

## Demografía
Según el censo de 2010, había 249 personas residiendo en Ojibwa. La densidad de población era de 1,87 hab./km². De los 249 habitantes, Ojibwa estaba compuesto por el 91.97% blancos, el 0% eran afroamericanos, el 2.01% eran amerindios, el 0% eran asiáticos, el 0% eran isleños del Pacífico, el 1.2% eran de otras razas y el 4.82% pertenecían a dos o más razas. Del total de la población el 3.21% eran hispanos o latinos de cualquier raza.